# ناجا
ناجا (بالإنجليزية: Naga, Cebu)‏ هي مدينة في الفلبين، تتبع مقاطعة سيبو. بلغ عدد سكانها 101٬57 نسمة في 1 مايو 2010. وتبلغ مساحتها 101٫97 كيلومتر مربع، رمزها البريدي هو 6037.

## الموقع
تشترك في الحدود مع:
- توليدو (الفلبين)
- بينامونغاجان
- San Fernando, Cebu [الإنجليزية]‏
- Minglanilla [الإنجليزية]‏.

## التقسيمات الإدارية
- Alfaco ‏
- Bairan ‏
- Balirong ‏
- Cabungahan ‏
- Cantao‑an ‏
- Central Poblacion ‏
- Cogon ‏
- Colon ‏
- East Poblacion ‏
- Inayagan ‏
- Inoburan ‏
- Jaguimit ‏
- Lanas ‏
- Langtad ‏
- Lutac ‏
- Mainit ‏
- Mayana ‏
- Naalad ‏
- North Poblacion ‏
- Pangdan  [لغات أخرى]‏
- Patag ‏
- South Poblacion ‏
- Tagjaguimit ‏
- Tangke ‏
- Tinaan ‏
- Tuyan ‏
- Uling ‏
- West Poblacion ‏.